# Pabellón de Arteaga
Pabellón de Arteaga är en ort i Mexiko.   Den ligger i kommunen Pabellón de Arteaga och delstaten Aguascalientes, i den centrala delen av landet, 400 km nordväst om huvudstaden Mexico City. Pabellón de Arteaga ligger 1 910 meter över havet och antalet invånare är 28 633.
Terrängen runt Pabellón de Arteaga är platt åt sydost, men åt nordväst är den kuperad. Runt Pabellón de Arteaga är det ganska tätbefolkat, med 185 invånare per kvadratkilometer. Pabellón de Arteaga är det största samhället i trakten. Trakten runt Pabellón de Arteaga består till största delen av jordbruksmark.